# Doloria (Dolorietta) pectinata
Doloria (Dolorietta) pectinata is een mosselkreeftjessoort uit de familie van de Cypridinidae. De wetenschappelijke naam van de soort is voor het eerst geldig gepubliceerd in 1920 door Skogsberg.